# Motz
Motz és un municipi francès situat al departament de la Savoia i a la regió d'Alvèrnia-Roine-Alps. L'any 2007 tenia 384 habitants.

## Demografia

### Població
El 2007 la població de fet de Motz era de 384 persones. Hi havia 172 famílies de les quals 48 eren unipersonals (20 homes vivint sols i 28 dones vivint soles), 76 parelles sense fills, 40 parelles amb fills i 8 famílies monoparentals amb fills.
La població ha evolucionat segons el següent gràfic:
Habitants censats

### Habitatges
El 2007 hi havia 236 habitatges, 180 eren l'habitatge principal de la família, 43 eren segones residències i 13 estaven desocupats. 223 eren cases i 12 eren apartaments. Dels 180 habitatges principals, 147 estaven ocupats pels seus propietaris, 30 estaven llogats i ocupats pels llogaters i 3 estaven cedits a títol gratuït; 1 tenia una cambra, 14 en tenien dues, 37 en tenien tres, 61 en tenien quatre i 67 en tenien cinc o més. 160 habitatges disposaven pel capbaix d'una plaça de pàrquing. A 77 habitatges hi havia un automòbil i a 84 n'hi havia dos o més.

### Piràmide de població
La piràmide de població per edats i sexe el 2009 era:
| Homes | Edats   | Dones |
| ----- | ------- | ----- |
| 0     | 95 o +  | 0     |
| 0     | 90 a 94 | 0     |
| 0     | 85 a 89 | 4     |
| 0     | 80 a 84 | 0     |
| 8     | 75 a 79 | 4     |
| 12    | 70 a 74 | 8     |
| 8     | 65 a 69 | 8     |
| 16    | 60 a 64 | 4     |
| 8     | 55 a 59 | 20    |
| 4     | 50 a 54 | 8     |
| 16    | 45 a 49 | 12    |
| 20    | 40 a 44 | 20    |
| 12    | 35 a 39 | 8     |
| 12    | 30 a 34 | 16    |
| 12    | 25 a 29 | 8     |
| 20    | 20 a 24 | 8     |
| 12    | 15 a 19 | 16    |
| 8     | 10 a 14 | 4     |
| 12    | 5 a 9   | 8     |
| 0     | 0 a 4   | 0     |

## Economia
El 2007 la població en edat de treballar era de 248 persones, 188 eren actives i 60 eren inactives. De les 188 persones actives 176 estaven ocupades (91 homes i 85 dones) i 12 estaven aturades (4 homes i 8 dones). De les 60 persones inactives 31 estaven jubilades, 10 estaven estudiant i 19 estaven classificades com a «altres inactius».

### Ingressos
El 2009 a Motz hi havia 179 unitats fiscals que integraven 407 persones, la mediana anual d'ingressos fiscals per persona era de 20.238 €.

### Activitats econòmiques
Dels 15 establiments que hi havia el 2007, 1 era d'una empresa extractiva, 1 d'una empresa de fabricació d'altres productes industrials, 6 d'empreses de construcció, 2 d'empreses de comerç i reparació d'automòbils, 2 d'empreses d'hostatgeria i restauració i 3 d'empreses classificades com a «altres activitats de serveis».
Dels 5 establiments de servei als particulars que hi havia el 2009, 2 eren fusteries, 2 electricistes i 1 restaurant.
L'únic establiment comercial que hi havia el 2009 era una botiga de material esportiu.
L'any 2000 a Motz hi havia 31 explotacions agrícoles que ocupaven un total de 351 hectàrees.

## Equipaments sanitaris i escolars
El 2009 hi havia una escola elemental integrada dins d'un grup escolar amb les comunes properes formant una escola dispersa.

## Poblacions més properes
El següent diagrama mostra les poblacions més properes.